# Łagów (województwo łódzkie)
Łagów – wieś w Polsce położona w województwie łódzkim, w powiecie łowickim, w gminie Łyszkowice. 
Wieś arcybiskupstwa gnieźnieńskiego w ziemi sochaczewskiej województwa rawskiego w 1792 roku.
W roku 1987 wieś ogarnął pożar, w wyniku którego spłonęło wiele budynków gospodarczych wraz z plonami i maszynami rolniczymi. 
Przez teren wsi przebiega autostrada A2. 
W latach 1975–1998 miejscowość administracyjnie należała do województwa skierniewickiego. 